# Грей, Джордж
Сэр Джордж Грей (англ. George Grey), рыцарь-командор ордена Бани (14 апреля 1812 — 19 сентября 1898) — военный и колониальный деятель Великобритании. Губернатор Южной Австралии, дважды губернатор Новой Зеландии, губернатор Капской колонии (Южная Африка), 11-й премьер-министр Новой Зеландии. Также известен как писатель и путешественник.

## Ранние годы
Грей родился в Лиссабоне, Португалия. Он был единственным сыном подполковника Грея, служившего в 30-м (Кембриджширском) пехотном полку, который погиб в битве при Бадахосе за 8 дней до его рождения. Его мать, выйдя на балкон своего отеля, услышала разговор двух офицеров о смерти мужа, что привело к преждевременным родам. Мать Грея, Элизабет Энн, была дочерью ирландского священника, преподобного Джона Вигнолса. Грей учился в королевской классической гимназии в Гилфорде, графство Суррей. В 1826 году он поступил в королевский военный колледж. В 1829 году получил первое офицерское звание. В начале 1830 года он стал младшим лейтенантом 83-го пехотного полка. В том же году его полк был направлен в Ирландию, где Грей проникся сочувствием к ирландским крестьянам, чьё тяжёлое положение произвело на него огромное впечатление. В 1833 году Грею было присвоено звание лейтенанта, а в 1836 году он с отличием окончил Королевское военное училище (в Сандхерсте). В 1839 году Грею было присвоено звание капитана, и в том же году он ушёл в запас.

## Исследователь Австралии
В 1837 году, будучи молодым человеком, Грей возглавил крайне плохо подготовленную экспедицию по исследованию северо-западной Австралии, отправившуюся из Кейптауна. Лишь один человек из его партии прежде бывал в северной Австралии. В то время полагали, что в северо-западной Австралии существует большая река, впадающая в Индийский океан и регион, по которому она протекает, хорошо подходит для колонизации. Грей вместе с лейтенантом Лашингтоном вызвался отправиться в эту страну и 5 июля 1837 года отплыл из Плимута во главе партии из пяти человек, в которую входили лейтенант Лашингтон, г-н Уолкер, военврач, натуралист и два капрала минёр и сапёр. Остальные присоединились к отряду в Кейптауне, и в начале декабря они высадились в бухте Ганновер. Они были истощены, едва не утонули и сбились с курса, а сам Грей был ранен в стычке с аборигенами. Они исследовали русло реки Гленелг, после чего они отступили и вернулись для ремонта на Маврикий.
Спустя два года Грей вернулся в Западную Австралию и снова с трудом добрался до Калбарри. Он и его спутники стали первыми европейцами, достигшими реки Гаскойн, после чего они пешком отправились в Перт, пережив переход благодаря усилиям Кайбера аборигена из племени виджук нунгар, обеспечивавшего их пищей и водой, которую можно было достать (чтобы выжить, они добывали воду из жидкой грязи). В это время Грей стал одним из нескольких европейцев, выучившим язык племени нунгар, проживающего на юго-западе Западной Австралии.

## Губернатор Южной Австралии
Грей был 3-м губернатором Южной Австралии (1841—1845). Он руководил колонией в сложный период становления. Хотя он казался менее практичным, чем его предшественник Джордж Гоулер, его финансовые мероприятия улучшили состояние колонии к тому времени, когда он отправился управлять Новой Зеландией.

## Губернатор Новой Зеландии
Грей дважды занимал пост губернатора Новой Зеландии (1845—1853 и 1861—1868). Его называют самой влиятельной фигурой периода европейской колонизации Новой Зеландии в XIX веке.

### Первый срок
Грей был назначен 3-м губернатором Новой Зеландии в 1845 году. При его предшественнике Роберте Фицрое в нескольких в районах Северного острова происходили жестокие столкновения между переселенцами и маори, в основном из-за земли. В районе Нельсона поселенцы, несмотря на несогласие Нгати Тоа, пытались занять район Уаирауи, в результате чего при попытке вооружённого отряда арестовать влиятельных вождей Те Раупараха и Те Рангихаэта погибли 22 поселенца и, по крайней мере, 4 маори. На крайнем севере колонии вождь района Нгапухи Хоне Хеке и его союзник Кавити, опасаясь, что европейцы захватят все их земли, подняли восстание против английских властей. Несмотря на то, что большая часть региона осталась на стороне правительства, англичане потерпели сокрушительное поражение при Охаэваи. Грей, вооружённый финансовой и военной помощью, в которой было отказано Фицрою, захватил крепость Кавити в Руапекапека, однако тот уже оставил её. Продолжавшиеся военные действия совершенно разрушили экономику Нгапухи и вынудили Хеке и Кавити искать мира при посредничестве Ваки. Грей принял их предложение и уверил маори, что конфискации земель не предполагается. На юге он захватил Те Раупараха и посадил его в тюрьму. Действия Грея привели к тому, что вооружённые стычки прекратились на следующие десять лет. Грей осудил Генри Уильямса и других миссионеров, считая их «не лучше тех земельных спекулянтов», жажда земли которых требует «больших затрат британской крови и денег».
Во время первого губернаторского срока в Новой Зеландии в 1848 году он был возведён в рыцари-командоры ордена Бани. Грей оказал сильное влияние на окончательную редакцию Конституционного закона Новой Зеландии 1852 года, после того как Закон 1846 года был заморожен по его требованию (Грей некоторое время был Верховным губернатором (англ. Governor-in-Chief)). Грей контролировал создание первых провинций Новой Зеландии.
Однако особое уважение он заслужил налаживанием отношений с маори. Он постарался продемонстрировать маори, что он изучил положения договора Вайтанги, гарантировав им, что их земельные права будут полностью соблюдены. В районе Таранаки маори очень неохотно продавали свои земли, но тем не менее и здесь Грей добился значительного успеха: у маори было приобретено ок. 130 тыс. км² земли, в результате чего английские поселения быстро расширились. Меньшего успеха Грей добился в деле ассимиляции маори, ему просто не хватило денег, чтобы реализовать свои планы. Хотя были выделены средства на миссионерские школы, необходимые для обучения туземцев английскому языку, за всё время в них училось не более нескольких сотен детей маори одновременно.

### Второй срок

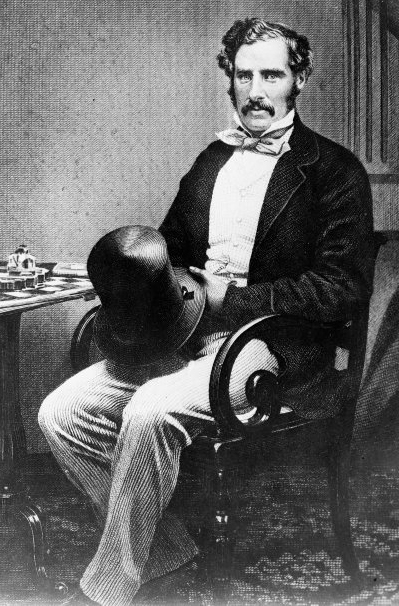
Джордж Грей в 1861 году.

Грей вновь был назначен губернатором Новой Зеландии в 1861 году, вскоре после предоставления колонии самоуправления, и занимал этот пост до 1868 года. Его второй срок на этом посту значительно отличался от первого, поскольку ему пришлось учитывать требования выборного парламента.
Грей пользовался уважением со стороны маори и часто путешествовал в сопровождении их вождей. Он побудил вождей записать своды традиций, легенд и обычаев аборигенов. Его основной поставщик информации Вирему Майхи Те Рангикахеке научил Грея разговаривать на языке маори.
Майкл Кинг.:

Он изучил язык маори и уговорил их правителей записать свои обычаи и легенды, некоторые из которых впоследствии были опубликованы… Его собрание документов превратилось в крупнейшее собрание рукописей на языке маори.
Оригинальный текст (англ.)He learned Māori and persuaded Māori authorities to commit their legends and traditions to writing, some of which were subsequently published… His collected papers would turn out to be the largest single repository of Māori-language manuscripts.

В 1862 году он приобрёл остров Кавау. За 25 лет он посвятил много сил развитию острова, в том числе расширению и перестройке Мэнсон-Хаус, бывшей резиденции начальника медного рудника. Здесь он выращивал множество экзотических деревьев и кустарников, акклиматизировал различные виды птиц и животных и собрал известную коллекцию редких книг и рукописей, произведений искусства и диковин, а также предметов народа маори.
В 1863 году Грей организовал вторжение в Уаикато, чтобы овладеть богатым сельскохозяйственным районом маори. Для ведения войны в Новую Зеландию было переброшено множество британских войск, одно время их находилось здесь больше, чем где бы то ни было в мире. В конце 1860-х годов имперское правительство решило вывести британские войска из Новой Зеландии. В это время вожди маори Те Кооти и Титоковару крайне встревожили правительство колонии и поселенцев рядом военных успехов. При поддержке премьера Эдварда Стаффорда, Грей нарушил распоряжения министерства колоний о начале вывода войск в 1865 и 1866 годах. В итоге правительство Великобритании отозвало Грея в феврале 1868 года. Его сменил сэр Джордж Боуэн.

## Губернатор Капской колонии

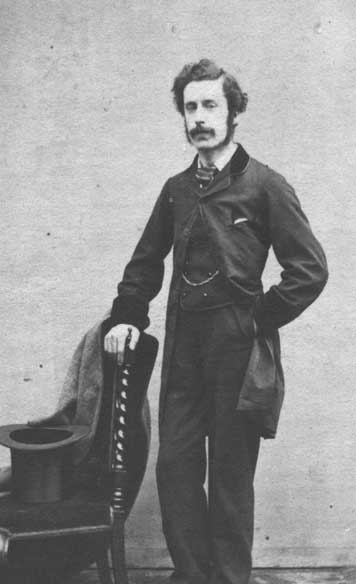
Портрет Грея в качестве губернатора Капской колонии.

Грей занимал пост губернатора Капской колонии в 1854—1861 годах. В 1855 году он основал колледж Грея в Блумфонтейне, а в 1856 году — гимназию Грея в Порт-Элизабет. В Южной Африке Грей поддерживал тесные отношения с туземцами, но стремился выделять им удаленные участки земли, чтобы защитить их от белых колонистов. Он неоднократно выступал в качестве арбитра между правительством Оранжевого Свободного государства и туземцами и в результате пришёл к выводу, что для всех лучшим выходом станет создание федеративного южноафриканского государства. Оранжевое Свободное государство (и, вероятно, Трансвааль) выражало готовность присоединиться к этой федерации. Однако Грей на полвека опередил своё время, и министерство колоний не поддержало его планов. Вопреки их инструкциям Грей продолжал защищать идею союза и в нескольких случаях нарушал их указания, например, после окончания Крымской войны отказался размещать войска в Южной Африке.
В этих обстоятельствах его отзыв в 1859 году не стал сюрпризом. Однако едва он прибыл в Англию, новое правительство утвердило его на второй срок с условием отказаться от идеи создания южноафриканской федерации и неукоснительно соблюдать их инструкции. Грей был убеждён, что границы колонии в Южной Африке должны быть расширены, но не получил поддержки со стороны британского правительства. Он продолжал добиваться содействия, но в Новой Зеландии разгорелась война с маори и было решено снова отправить Грея туда в качестве губернатора. Когда он покидал Африку его популярность среди населения Капской колонии была безграничной, а в Кейптауне ему была воздвигнут прижизненный памятник, надпись на котором описывала его как «губернатора, который своими высокими качествами как христианина, государственного деятеля и джентльмена, заслужил любовь всех сословий и который своей глубокой преданностью лучшим интересам Южной Африки, умелым и справедливым управлением заслужил похвалу и признательность всех подданных Её Величества в этой части её владений».

## Член парламента Новой Зеландии
В 1875 году Грей был избран суперинтендантом (главой законодательного совета) провинции Окленд. На выборах 1875 года он выставил свою кандидатуру от округов Окленд-Уэст и Тэймс. В округе Окленд, на который приходилось два места в парламенте, выставили кандидатуру только Грей и Патрик Дигнан, 22 декабря 1875 года они были объявлены выбранными. В округе Тэймс на два места в парламенте претендовали шесть кандидатов, в том числе Джулиус Фогель (который в 1875 году стал премьер-министром), Уильям Роуи и Чарльз Фитерстоун Митчелл. В день выборов (6 января 1876 года) Грей набрал наибольшее число голосов, а Роуи неожиданно стал вторым, опередив Фогеля (Фогель, также выставлялся во втором округе Уонгануи, где он был избран). Соответственно Грей и Роуи были объявлены избранными в округе Тэймс. На следующий день был подан протест против избрания Грея с заявлением, что Грей не имел права выставлять свою кандидатуру в округе Тэймс, поскольку он уже был избран в округе Окленд-Уэст. Это заявление в конце января было направлено в палату представителей.
Разбирательство по этому вопросу заняло несколько месяцев. 8 июля в парламенте были проведены слушания по вопросу избрания Грея. В итоге было решено, что избрание в округе Тэймс было законным, но он должен выбрать, какой из округов он будет представлять. 15 июля 1876 года Грей объявил, что будет представлять округ Тэймс. На ставшее вакантным место от округа Окленд-Уэст были проведены дополнительные выборы.

## Премьер-министр Новой Зеландии
Грей выступал против упразднения провинций, но безуспешно. И в 1876 году провинции были ликвидированы. После поражения премьера Гарри Аткинсона 13 октября 1877 года Грей был избран парламентом на пост главы правительства. Его кабинет не стал эффективным из-за стремления Грея установить верховенство правительства и вызванного этим конфликта с губернатором. Его пребывание на посту премьера расценивается историками как неудачное. К концу 1879 года правительство Грея оказалось в затруднительном положении из-за земельного налога. В итоге Грей объявил досрочные выборы в 1879 году.

## Член парламента Новой Зеландии

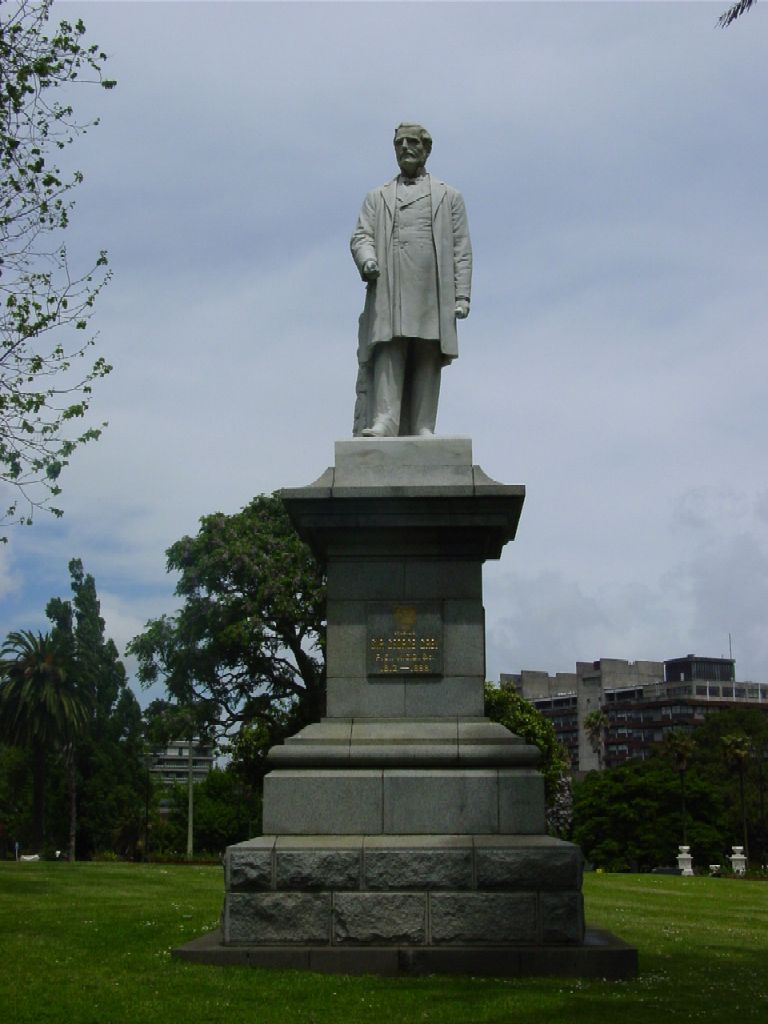
Памятник Грею в Окленде.

В сентябре 1879 года Грей был избран в округах Темс и Крайстчерч. Грей стал первым в округе Крайстчерч, на который приходилось три места в парламенте (втрое и третье место с одинаковым результатом заняли Самюэль Пол Эндрюс и Эдвард Стивенс, всего на 23 голоса опередив Эдварда Ричардсона). Ричардсон подал протест против избрания Грея на основании того, что последний уже был избран в округе Темс. Избирательная комиссия 24 октября лишила Грея места в этом округе в пользу Ричардсона. Грей сохранил место в парламенте от округа Темс.
На выборах 1881 года Грей был избран от округа Окленд-Ист и представлял его до 1887 года, когда он был избран от округа Окленд-Сентрал.
Здоровье Грея ухудшилось, и в 1890 году он оставил политику и отправился в Австралию. После возвращения в Новую Зеландию ему предложили выдвигаться от округа Ньютон в Окленде на дополнительных выборах 1891 года. Также ему предлагал занять своё место уходящий в отставку Дэвид Голди. Грей решил выставлять свою кандидатуру, если выборы будут безальтернативными, поскольку не хотел участвовать в предвыборной гонке. 25 марта 1891 года он выставил свою кандидатуру и 6 апреля был объявлен избранным, так как других кандидатов не было. В декабре 1893 года Грей снова был избран, на этот раз от округа Окленд-Уэст. В 1894 году он отправился в Англию и больше не вернулся в Новую Зеландию. В 1895 году он подал в отставку с должности депутата.
Грей умер в Лондоне 19 сентября 1898 года и был похоронен в соборе Святого Павла.

## Память
В честь Грея названы город Грейтаун в районе Уаирарапа на острове Северный, Новая Зеландия, река Грей-Ривер на острове Южный в регионе Уэст-Кост (и соответственно косвенно Греймут, расположенный в устье этой реки), пригород Окленда Грей-Лин, город Грейтаун, в провинции Квазулу-Натал, ЮАР, округ Грей в Южной Австралии. Грей-Стрит в Мельбурне также названа в его честь. Один из шести корпусов колледжа Фалкон в Зимбабве носит имя Грея. В ЮАР его имя встречается в названиях гимназии Грея в Порт-Элизабет, колледжа Грея в Блумфонтейне и госпиталя Грея в Питермарицбурге. Посёлок Леди Грей, ЮАР назван в честь его жены.

## В популярной культуре
В 1977 году телевидение Новой Зеландии сняло историческую многосерийную драму Губернатор (англ. The Governor) о жизни Грея, с Корином Редгрейвом в главной роли. Несмотря на успех у критиков, фильм вызвал споры из-за крупного для того времени бюджета.